# Anurophorus fulvus
Anurophorus fulvus är en urinsektsart som beskrevs av Fjellberg 1988. Anurophorus fulvus ingår i släktet Anurophorus och familjen Isotomidae. Arten är reproducerande i Sverige. Inga underarter finns listade i Catalogue of Life.